# Google DeepMind
Google DeepMind（中文：深智科技），前称DeepMind科技（DeepMind Technologies Limited），是一家英国的人工智能公司。公司创建于2010年，在2014年被Google收购。
2022年5月12日，DeepMind發布通用人工智慧模型Gato。

## 历史

### 2010年到2014年
在2010年由杰米斯·哈萨比斯，謝恩·列格和穆斯塔法·蘇萊曼成立创业公司。Hassabis和Legg最初在伦敦大学学院的生命科学系的盖茨比计算神经科学小组里相识。
之后維港投資和Founders Fund两家风险投资公司对DeepMind进行了投资，除此之外还有企业家史考特·班尼斯特和伊隆·马斯克的投资。Jaan Tallinn是公司早期的投资者和顾问。在2014年，DeepMind荣获了剑桥大学计算机实验室的“年度公司”奖项。
DeepMind创造了一个以人类的方式学习如何玩电子游戏的人工神经网络，并且这个神经网络可以接入一个外部的存储器，就像一个传统的图灵机一样，使得一台电脑可以模拟人类的短期记忆。

### 被Google收购
2014年1月26日，Google宣布已经同意收购DeepMind科技。这次收购发生在2013年Facebook与DeepMind科技结束谈判之后。
这次收购的价格估计在4亿美元到5亿欧元之间。
其中DeepMind要求谷歌的一个条件是他们将成立一个人工智能伦理理事会。
2023年4月21日，Alphabet表示将合并DeepMind和谷歌大脑。

## AlphaGo

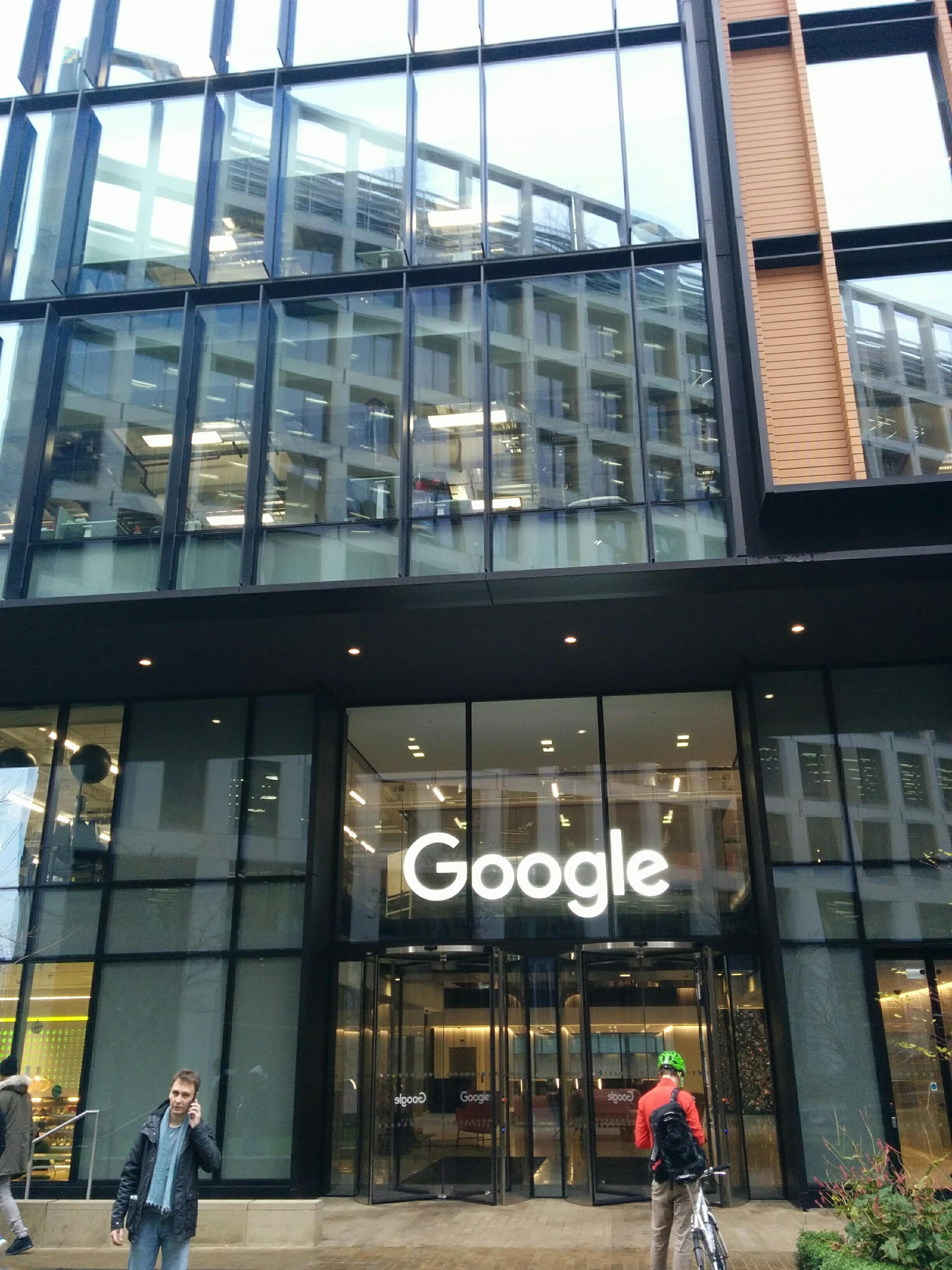
位于英国伦敦泛克拉斯广场6号的建筑入口，谷歌及其子公司DeepMind的所在地。

DeepMind於2014年开始开发人工智能圍棋軟體AlphaGo。
2015年10月，分布式版AlphaGo分先以5:0击败了欧洲围棋冠军華裔法籍职业棋士樊麾二段 。这是电脑围棋程序第一次在十九路棋盘且分先的情況下击败职业围棋棋手。
2016年3月，AlphaGo挑战世界冠军韩国职业棋士李世乭（이세돌）九段，對弈結果为AlphaGo 4:1战胜了李世乭。
2016年12月29日，一个注册名为Magister（大陆客户端显示为Magist）的账号开始在弈城围棋网与职业棋手对弈，次日用户名改为Master。12月31日取得30连胜后，2017年1月1日Master转往腾讯野狐围棋网对弈，最终Master在野狐也取得30连胜，总成绩为60场不败，在60局结束后，DeepMind CEO杰米斯·哈萨比斯声明确认Master就是升级版AlphaGo。
2017年10月19日，AlphaGo的团队在《自然》杂志上发表了一篇文章，介绍了AlphaGo Zero，这是一个没有用到人类数据的版本，比以前任何击败人类的版本都要强大。通过跟自己对战，AlphaGo Zero经过3天的学习，以100:0的成绩超越了AlphaGo Lee的实力，21天后达到了AlphaGo Master的水平，并在40天内超过了所有之前的版本。
2018年12月7日，DeepMind在《科学》期刊上发表关于AlphaZero的论文，AlphaZero使用與AlphaGo Zero類似但更一般性的演算法，在不做太多改變的前提下，並將演算法從圍棋延伸到将棋與國際象棋上。
2019年1月25日，DeepMind人工智慧AlphaStar在《星际争霸II》以10：1戰勝人類職業玩家。
2020年12月23日，DeepMind公佈其AI 算法MuZero。

## AlphaFold
2016年，DeepMind開始利用人工智能研究蛋白质折叠，蛋白質結構是生物科学重要且棘手的課題。 
2018年12月，DeepMind研發的AlphaFold通过成功预测43种蛋白质中的25种最准确的结构，赢得了第 3 蛋白质结构预测技术关键评估（CASP）。“这是一个灯塔项目，我们第一次在人力和资源方面对一个基本的、非常重要的、现实世界的科学问题进行重大投资，”哈萨比斯对卫报说。2020 年，在第 14 届 CASP 中，AlphaFold 的预测达到了与实验室技术相当的准确度分数。 科学评审小组之一安德烈·克里什塔福维奇博士将这一成就描述为“真正了不起的”，并表示预测蛋白质如何折叠的问题已“基本解决”。

## DeepMind AlphaStar
2019年1月，DeepMind 推出了 AlphaStar，这是一个玩即时战略游戏星际争霸 II 的程序。 AlphaStar 使用基于人类玩家回放的强化学习，然后与自己对战以增强其技能。 在演示时，AlphaStar 拥有相当于 200 年游戏时间的知识。 它与两名职业选手连续 10 场比赛获胜，尽管它具有能够看到整个场地的不公平优势，不像人类选手必须手动移动镜头。
2019年7月，AlphaStar 开始在公共 1v1 欧洲多人天梯上与随机人类对战。 与 AlphaStar 的第一次迭代只玩了 Protoss v. Protoss 不同，这个版本的 AlphaStar 扮演了游戏中的所有种族，并且更早地修复了不公平的优势。 到2019年10月，AlphaStar 在星际争霸 II 的所有三场比赛中都达到了大师级别，成为第一个在没有任何游戏限制的情况下进入广受欢迎的电子竞技顶级联赛的人工智能。

## 研究

### 深度强化学习
繼AlphaGo之後，Google DeepMind執行長Demis Hassabis曾表示將研究用人工智能與人類玩其他遊戲，例如即時戰略遊戲（StarCraft II）。深度AI如果能直接使用在其他各種不同領域，除了未來能玩不同的遊戲外，例如自動駕駛、投資顧問、音樂評論、甚至司法判決等等目前需要人腦才能處理的工作，基本上也可以直接使用相同的神經網路去學而習得與人類相同的思考力。